# Flopasa
Les flopases són una família d'enzims que transporten lípids per la membrana cel·lular. Les flipases transporten fosfolípids de la capa interior de la membrana cap a l'exterior i en canvi les flopases o fan l'acció contrària, és a dir de la capa exterior a l'interior, com que aquesta acció va en contra del gradient de concentració requereix un consum d'energia i es fa servir ATP. Les flopases transporten una gran varietat de lípids amfifílics, especialment el colesterol i l'esfingomielina.
Hi ha un gran nombre de malalties lligades a defectes en les flopases i flipases. La malalaltia de Tangier causa cumulacions de colesterol en diversos teixits i porta a problemes cardiovasculars.
En anglès les accions de les flipases i flopases es descriu amb les paraules flip i flop i d'això en deriva el nom científic de flipases (en anglès:flippases) i flopases(floppases).